# جو عمار
جو عمار أو باسمه الكامل يوسف جو عمار (بالعبرية: יוסף (ג'ו) עמר // بالفرنسية Yosef "Jo" Amar) من مواليد 01 يونيو 1930 بمدينة السطات بالمغرب، وتوفي 26 يونيو 2009 بنيويورك بالولايات المتحدة الأمريكية. مغني إسرائيلي من أصل مغربي يهودي.